# السلطة الدولية لقاع البحار

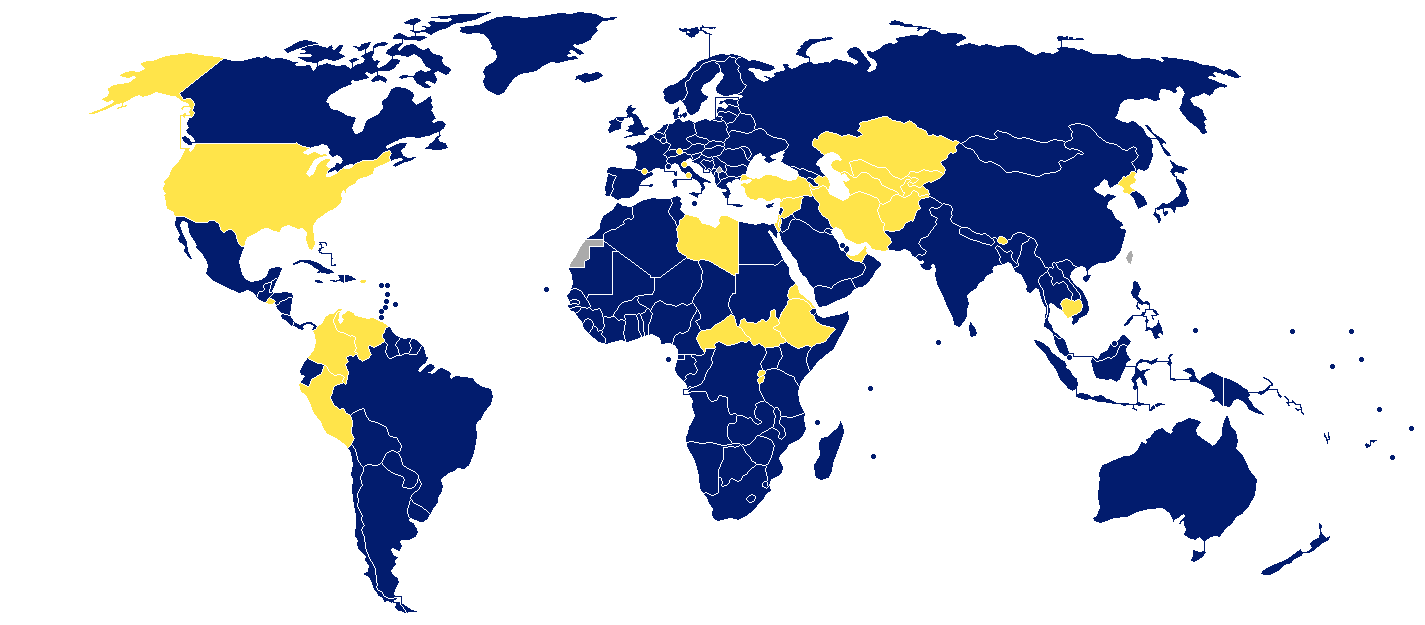
الدول الأعضاء ممثلة باللون الأزرق ؛ الدول المراقبة باللون الأصفر (ملاحظة: الاتحاد الأوروبي يحمل أيضًا عضوية)

السلطة الدولية لقاع البحار (بالفرنسية: Autorité internationale des fonds marins)‏ ( ISA) هي هيئة حكومية دولية مقرها في كينغستون ، جامايكا ، تم تأسيسها لتنظيم ومراقبة جميع الأنشطة المتعلقة بالمعادن في منطقة قاع البحار الدولية خارج حدود الولاية الوطنية، وهي منطقة تكمن وراء معظم محيطات العالم. إنها منظمة أنشأتها اتفاقية الأمم المتحدة لقانون البحار .

## روابط خارجية
- السلطة الدولية لقاع البحار
- نظرة عامة - الاتفاقية والاتفاقيات ذات الصلة. الأمم المتحدة: اتفاقية الأمم المتحدة لقانون البحار (1982).